# Someday World
Someday World je první společné studiové album britského hudebníka Briana Eno a zpěváka a kytaristy Karla Hyde, člena skupiny Underworld. Album vyšlo 5. května roku 2014 u vydavatelství Warp Records. Vedle dvou hlavních protagonistů se na albu podíleli také další hudebníci, jako například Nell Catchpole, Will Champion nebo Andy Mackay. Autorem fotografie na obalu alba je Karl Hyde, autorem obalu samotného pak Brian Eno a o design se postaral Nick Robertson. Album vyšlo v několika odlišných verzích; jako klasické CD, na gramofonové 2LP desce, v digitální verzi přes internet a také jako dvojCD, které je doplněno o několik bonusů. Spolu s Enem album produkoval Fred Gibson.

## Seznam skladeb
| Pořadí | Název                   | Hudba                  | Text                 | Délka |
| ------ | ----------------------- | ---------------------- | -------------------- | ----- |
| 1.     | The Satellites          | Eno, Hyde              | Brian Eno, Karl Hyde | 5:33  |
| 2.     | Daddy's Car             | Eno, Hyde, Fred Gibson | Eno, Hyde            | 4:50  |
| 3.     | A Man Wakes Up          | Eno, Hyde, Gibson      | Hyde                 | 4:17  |
| 4.     | Witness                 | Eno, Hyde              | Hyde                 | 5:06  |
| 5.     | Strip It Down           | Eno, Hyde              | Hyde                 | 4:43  |
| 6.     | Mother of a Dog         | Eno, Hyde              | Hyde                 | 5:37  |
| 7.     | Who Rings the Bell      | Eno, Hyde              | Hyde                 | 5:05  |
| 8.     | When I Built This World | Eno                    | Eno                  | 5:44  |
| 9.     | To Us All               | Eno                    | Eno                  | 3:28  |

| Bonusy na speciální verzi | Bonusy na speciální verzi | Bonusy na speciální verzi | Bonusy na speciální verzi | Bonusy na speciální verzi |
| Pořadí                    | Název                     | Hudba                     | Text                      | Délka                     |
| ------------------------- | ------------------------- | ------------------------- | ------------------------- | ------------------------- |
| 10.                       | Big Band Song             | Eno, Gibson               | —                         | 3:08                      |
| 11.                       | Brazil 3                  | Eno                       | —                         | 1:48                      |
| 12.                       | Celebration               | Eno,                      | —                         | 5:38                      |
| 13.                       | Titian Bekh               | Eno, Hyde                 | —                         | 4:46                      |

## Obsazení
- Brian Eno – zpěv, syntezátory, klávesy, klavír, baskytara, kytara, žesťové nástroje, bicí, programované bicí, sampler, doprovodné vokály
- Karl Hyde – zpěv, kytara, klavír, syntezátory, harmonika, tamburína, sampler, doprovodné vokály
- Fred Gibson – bicí, klavír, klávesy, syntezátory, baskytara, kytara, žesťové nástroje, sampler, doprovodné vokály
- Andy Mackay – altsaxofon
- Georgia Gibson – altsaxofon, tenorsaxofon, barytonsaxofon
- John Reynolds – bicí
- Chris Vatalaro – bicí
- Don E – syntezátory, clavinet
- Will Champion – bicí
- Nell Catchpole – housle, viola
- Darla Eno – doprovodné vokály
- Marianna Champion – doprovodné vokály
- Tessa Angus – doprovodné vokály
- Kasia Daszykowska – doprovodné vokály